# Construção do World Trade Center
A construção do World Trade Center na cidade de Nova York foi concebida como um projeto de renovação urbana para ajudar a revitalizar a região de Lower Manhattan, liderado por David Rockefeller. O projeto foi desenvolvido pela Autoridade Portuária de Nova York e Nova Jersey. A ideia do World Trade Center surgiu após a Segunda Guerra Mundial como uma forma de complementar as avenidas de comércio internacional existentes nos Estados Unidos.
O World Trade Center foi originalmente planejado para ser construído no lado leste de Lower Manhattan, mas os governos dos estados de Nova Jersey e Nova York, que supervisionam a Autoridade Portuária, não chegaram a um acordo sobre esse local. Após extensas negociações, os governos dos estados de Nova Jersey e Nova York concordaram em apoiar o projeto do World Trade Center, que foi construído no local de Radio Row, no bairro Tribeca de Manhattan, na cidade de Nova York. Para tornar o acordo aceitável para Nova Jersey, a Autoridade Portuária concordou em assumir o controle da falida Hudson & Manhattan Railroad, que levava os passageiros de Nova Jersey para o local em Lower Manhattan e, após a aquisição da ferrovia pela Autoridade Portuária, passou a se chamar PATH.
A Autoridade Portuária contratou o arquiteto Minoru Yamasaki, que teve a ideia específica de torres gêmeas. As torres foram projetadas como estruturas tubulares emolduradas, o que proporcionou aos inquilinos plantas baixas abertas, sem interrupções por colunas ou paredes. Isso foi conseguido com o uso de várias colunas de perímetro bem espaçadas para fornecer grande parte da resistência à estrutura, juntamente com a carga de gravidade compartilhada com as colunas centrais. O sistema de elevadores, que utilizou saguões e um sistema de elevadores expressos e locais, permitiu que uma área substancial do piso fosse liberada para uso como espaço de escritório, tornando o núcleo estrutural menor. O projeto e a construção do World Trade Center, principalmente de suas torres gêmeas, envolveram muitas outras técnicas inovadoras, como a parede de lama para a escavação da fundação e experimentos em túneis de vento.
A construção da Torre Norte do World Trade Center começou em agosto de 1968, e a Torre Sul, em 1969. O uso extensivo de componentes pré-fabricados ajudou a acelerar o processo de construção. Os primeiros inquilinos se mudaram para a Torre Norte em dezembro de 1970 e para a Torre Sul em janeiro de 1972. Quatro outros edifícios de baixo nível foram construídos como parte do World Trade Center no início da década de 1970, e o complexo estava praticamente concluído em 1973. Um sétimo edifício, o 7 World Trade Center, foi inaugurado em 1987.

## Planejamento

### Contexto
Em 1942, Austin J. Tobin tornou-se Diretor Executivo da Autoridade Portuária, iniciando uma carreira de 30 anos durante a qual supervisionou o planejamento e o desenvolvimento do World Trade Center. O conceito de estabelecer um "centro de comércio mundial" foi concebido durante o período pós-Segunda Guerra Mundial, quando os Estados Unidos prosperaram economicamente e o comércio internacional estava aumentando. Na época, o crescimento econômico estava concentrado em Midtown Manhattan, em parte estimulado pelo Rockefeller Center, que havia sido desenvolvido na década de 1930.
Em 1946, um ano após o término formal da guerra, o Legislativo do Estado de Nova York aprovou um projeto de lei que exigia a criação de um "centro de comércio mundial". Esse centro de comércio aumentaria o papel da cidade de Nova York no comércio transatlântico. A World Trade Corporation foi fundada e um conselho foi nomeado pelo governador de Nova York, Thomas E. Dewey, para desenvolver planos para o projeto.  O conceito foi inspirado na Feira de Comércio de Leipzig, que havia sido considerada "o mercado de toda a Europa" antes de ser destruída durante a Segunda Guerra Mundial. Menos de quatro meses após a nomeação dos membros do conselho, os planos para um "centro de comércio mundial" foram suspensos. Naquela época, o arquiteto John Eberson e seu filho Drew haviam elaborado um plano que incluía 21 edifícios em uma área de dez quarteirões, a um custo estimado de US$ 150 milhões. As projeções determinaram que esse complexo não seria lucrativo devido à falta de demanda. Uma delas estimava que o projeto do World Trade Center só seria bem-sucedido se pelo menos 4.800 das 6.000 maiores empresas dos Estados Unidos estivessem envolvidas. Em 1949, a World Trade Corporation foi dissolvida pelo Legislativo do Estado de Nova York.

### Planos originais
Enquanto isso, o Distrito Financeiro de Lower Manhattan foi deixado de fora do ciclo econômico dos setores financeiros de lá. Lower Manhattan também teve menos crescimento econômico do que Midtown porque muitos trabalhadores se mudaram para os subúrbios e acharam mais fácil se deslocar para Midtown do que para o centro da cidade. O escritor Paul Goldberger afirma que o Distrito Financeiro, em particular, era desprovido de "quase qualquer tipo de comodidade urbana", incluindo entretenimento, centros culturais ou moradia. As indústrias comerciais ao longo dos portos de Lower Manhattan também estavam sendo substituídas por indústrias em outros lugares. David Rockefeller, que liderou os esforços de renovação urbana em Lower Manhattan, construiu o One Chase Manhattan Plaza em uma tentativa de trazer empregos de volta. Rockefeller acreditava que a área perderia seu status de centro financeiro do país se não fosse reformada. No entanto, o arranha-céu de 240 m, inaugurado em 1960, atraiu muito menos inquilinos do que o esperado.
Em 1958, Rockefeller criou a Downtown-Lower Manhattan Association (DLMA), que encomendou à Skidmore, Owings and Merrill a elaboração de planos para revitalizar a área de Lower Manhattan. Os planos, tornados públicos no final de junho de 1960, previam a construção de um World Trade Center em um local de 53.000 m² ao longo do Rio East, no South Street Seaport, um dos portos de Lower Manhattan que havia sofrido um declínio contínuo nos negócios na década anterior. O local seria delimitado no sentido horário, a partir do sul, por Old Slip, Water Street, Fulton Street e South Street, e o complexo em si estaria localizado em "uma plataforma de dois andares que substituiria e deslocaria a grade de ruas convencional". O complexo proposto incluía um centro de convenções de 270 m de comprimento, bem como um edifício de 50 a 70 andares com um hotel localizado em alguns de seus andares superiores. Outras comodidades incluiriam um teatro, lojas e restaurantes. O plano também previa um novo edifício de bolsa de valores, que a Downtown-Lower Manhattan Association esperava que abrigasse a Bolsa de Valores de Nova York.
David Rockefeller sugeriu que a Autoridade Portuária seria uma escolha lógica para assumir o projeto porque tinha experiência com grandes projetos de engenharia semelhantes e também porque a Autoridade Portuária, e não a Rockefeller, estaria pagando pela construção do complexo. Rockefeller argumentou que o World Trade Center traria grandes benefícios ao facilitar e aumentar o volume do comércio internacional que passaria pelo Porto de Nova York e Nova Jersey. O irmão de David, o governador de Nova York, Nelson Rockefeller, solicitou formalmente à Autoridade Portuária que analisasse a viabilidade dessa proposta. Dada a importância da cidade de Nova York no comércio global, o diretor da Autoridade Portuária, Austin J. Tobin, observou que o projeto proposto deveria ser o World Trade Center, e não apenas um "centro de comércio mundial" genérico. Tobin encarregou um assessor, Richard Sullivan, de conduzir um estudo sobre a viabilidade da construção do World Trade Center.
Sullivan publicou seu estudo, "A World Trade Center in the Port of New York", em 10 de março de 1961. O relatório recomendava a construção de um centro comercial ao longo da orla marítima para facilitar o comércio no Porto de Nova York. O estudo também afirmava que o local sugerido por Rockefeller próximo ao South Street Seaport era o local mais ideal para o centro comercial, mas não levava em consideração as possíveis objeções dos moradores locais. A Autoridade Portuária apoiou formalmente o projeto no dia seguinte.

### Acordo

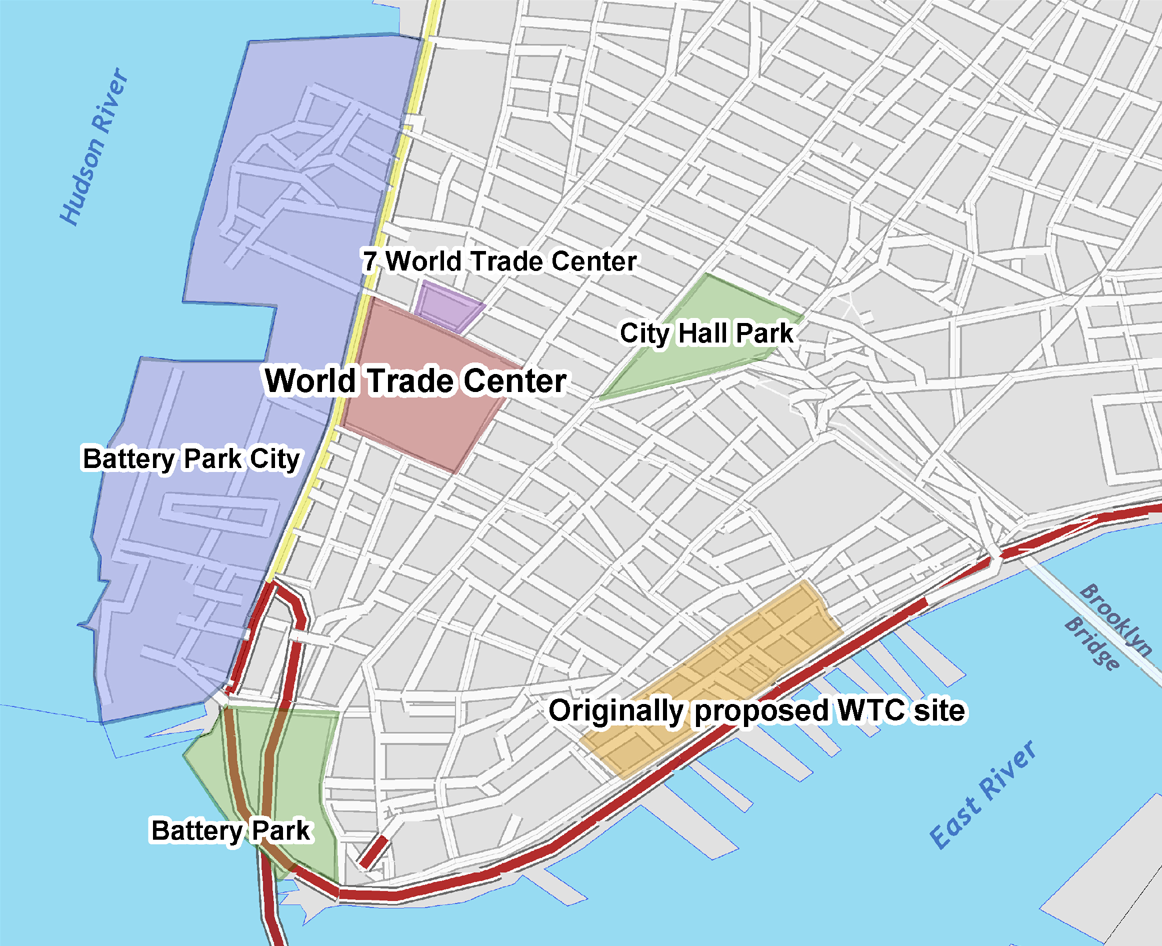
A localização do World Trade Center (em vermelho) e o local originalmente proposto (em laranja).

Os estados de Nova York e Nova Jersey também precisavam aprovar o projeto, devido ao seu papel de controle e supervisão da Autoridade Portuária. As objeções ao plano vieram do governador de Nova Jersey, Robert B. Meyner, que se ressentia do fato de que Nova York ficaria com o projeto de US$ 355 milhões. Meyner só concordaria se seu próprio estado pudesse se beneficiar. Ele estava particularmente preocupado com o número de passageiros da Hudson and Manhattan Railroad (H&M) de Nova Jersey. O número de passageiros da H&M havia diminuído substancialmente de 113 milhões em 1927 para 26 milhões em 1958, após a abertura de novos túneis e pontes para automóveis sobre o Rio Hudson.
O Hudson Terminal da H&M, um grande e decrépito complexo de prédios de escritórios ao longo do Lower West Side de Manhattan, estava localizado em um bairro conhecido como Radio Row, que também estava sofrendo um declínio geral devido à perda de opções de transporte. As balsas que cruzavam o Rio Hudson, com 51 milhões de passageiros por ano em 1920, haviam parado de funcionar, enquanto as linhas elevadas da área estavam sendo desmontadas em favor de metrôs de alta velocidade. Durante muitos anos, os residentes de Nova Jersey e as autoridades eleitas propuseram que a Autoridade Portuária comprasse a H&M Railroad, mas todas as vezes a Autoridade Portuária recusou. Meyner sugeriu que apoiaria os planos para o projeto do World Trade Center se a Autoridade Portuária assumisse a H&M. A Autoridade Portuária começou então a realizar outro estudo sobre a sugestão de Meyner de uma aquisição da H&M.
Em fevereiro de 1961, o governador Rockefeller apresentou um projeto de lei que combinaria a aquisição de US$ 70 milhões da H&M com o centro comercial de US$ 335 milhões na South Street. Embora Nelson Rockefeller tenha sido alertado sobre a precipitação do negócio, devido ao fato de que ele destacava a disparidade de preços entre os dois acordos, a Legislatura do Estado de Nova York aprovou o projeto de lei mesmo assim. Posteriormente, as negociações com o governador Meyner em relação ao projeto do World Trade Center chegaram a um impasse. Meses depois, Sullivan foi contatado por um colega, Sidney Schachter, que havia pesquisado o Hudson Terminal. Depois de dar uma volta pelo bairro Radio Row, Schachter concluiu que o local poderia ser usado para o World Trade Center. Isso traria vários benefícios: o obsoleto Hudson Terminal poderia ser substituído por edifícios de escritórios mais modernos; a H&M receberia um novo terminal ferroviário; e o World Trade Center poderia ser construído sem objeções de Nova Jersey. Até o final do ano, a Autoridade Portuária continuou a investigar a viabilidade de assumir a H&M.
Em dezembro de 1961, Tobin teve várias reuniões com o recém-eleito governador de Nova Jersey, Richard J. Hughes. No final, eles concordaram com uma proposta de transferir o projeto do World Trade Center para o local do Hudson Terminal da H&M. O novo local não só era mais próximo de Nova Jersey, como também permitia a utilização dos direitos aéreos não utilizados sobre o Hudson Terminal: embora outros desenvolvedores pudessem, teoricamente, construir sobre o terminal, nenhum deles o havia feito. Ao adquirir a Hudson & Manhattan Railroad, a Autoridade Portuária também adquiriria o Hudson Terminal e outros edifícios, considerados obsoletos. Em 22 de janeiro de 1962, os dois estados chegaram a um acordo para permitir que a Autoridade Portuária assumisse a ferrovia e construísse o World Trade Center no Lower West Side de Manhattan. Como parte do acordo, a Autoridade Portuária renomeou a H&M como "Port Authority Trans-Hudson", ou PATH, para abreviar. A Legislatura do Estado de Nova Jersey aprovou esse acordo em fevereiro de 1962. Depois que a legislação do World Trade Center foi aprovada pela Legislatura de Nova Jersey, Tobin formou o World Trade Office para desenvolver e operar o centro comercial, nomeando Guy F. Tozzoli para liderar o novo escritório.
O novo local constituía um terreno em sua maior parte trapezoidal, com uma extensão ao norte que se assemelhava a uma "cortiça". A maior parte do terreno era uma área de doze quarteirões delimitada pelas ruas Vesey, Church, Liberty e West, ao norte, leste, sul e oeste, respectivamente. Todos esses quarteirões seriam combinados para formar o "superquarteirão" sobre o qual o World Trade Center foi construído. A "cortiça" era um trapézio menor delimitado no sentido horário a partir do norte pela Barclay Street, West Broadway, Vesey Street e Washington Street. Isso se tornaria o local do 7 World Trade Center, embora esse edifício só tenha sido adicionado muito mais tarde. Os dois quarteirões a oeste e a leste da "cortiça" eram ocupados pelo Edifício Verizon e pelo Edifício Federal, respectivamente.

### Polêmica sobre os despejos

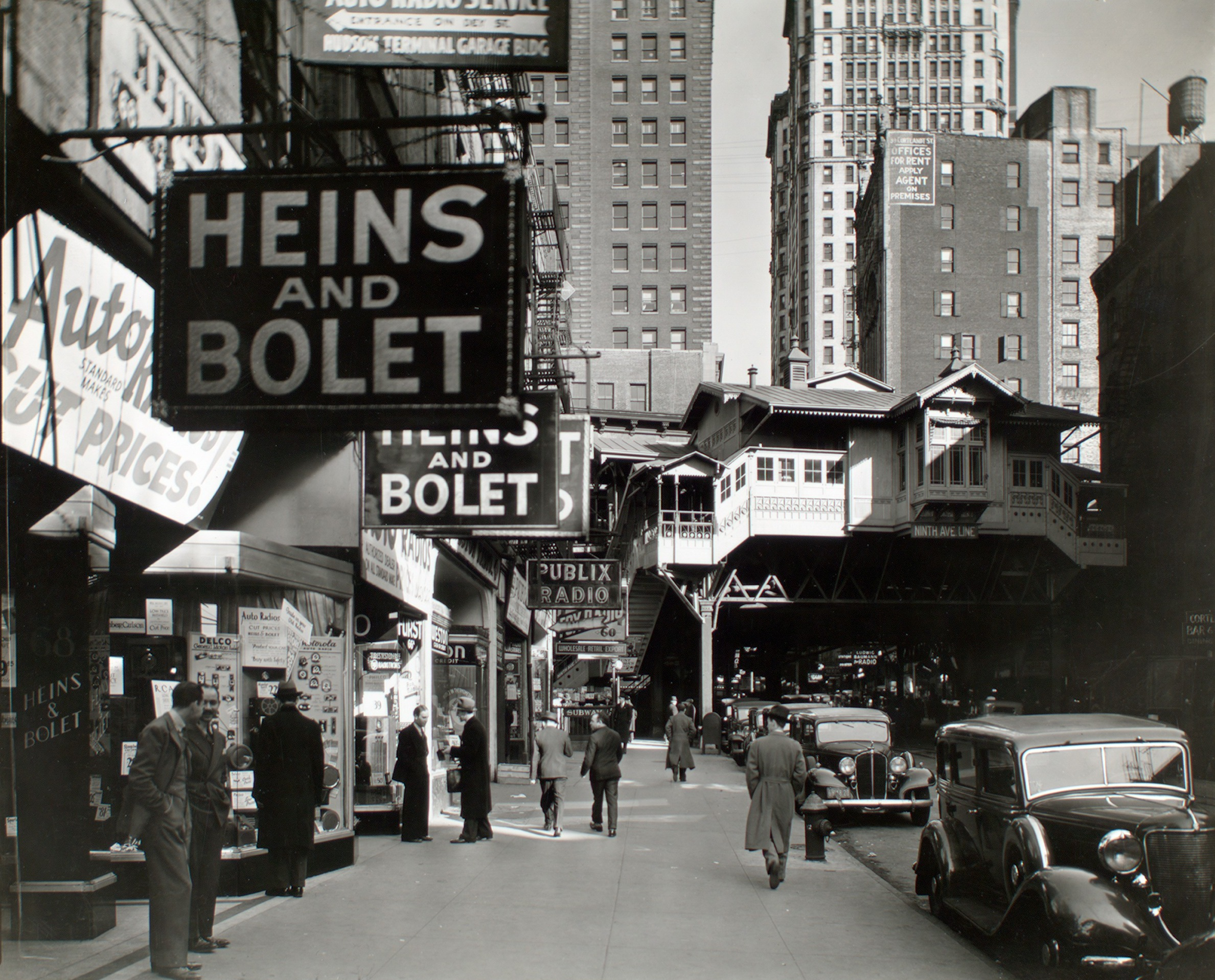
O World Trade Center foi construído no bairro Radio Row de Manhattan.

O local para o World Trade Center era o bairro Radio Row, que abrigava 323 locatários comerciais ou industriais, mais de mil escritórios, muitas pequenas empresas e aproximadamente 100 residentes. As estimativas indicavam que 17.200 ou 30.000 funcionários trabalhavam na área que seria ocupada pelo World Trade Center e que as empresas que os empregavam obtinham um lucro combinado de US$ 300 milhões por ano. Os planos do World Trade Center envolviam o despejo desses proprietários de negócios, alguns dos quais discordavam veementemente da realocação forçada. O grupo que protestava contra os despejos era liderado por Oscar Nadel, um dos proprietários de negócios que estava enfrentando o despejo. Os jornais publicaram histórias sobre proprietários de pequenos negócios que seriam afetados pelos despejos, enquanto os residentes e inquilinos percorriam o bairro, carregando a efígie de um "Sr. Pequeno Empresário" em um funeral simulado.
A Autoridade Portuária abriu um escritório para ajudar os inquilinos com a realocação; embora essa oferta tenha sido aceita por alguns inquilinos, ela foi protestada por outros. A agência se recusou a se reunir com grandes grupos de comerciantes, dizendo, em vez disso, que os inquilinos preocupados se reunissem com os funcionários da Autoridade Portuária um a um. Nadel acreditava que isso permitiria que a Autoridade Portuária convencesse inquilinos individuais a se mudarem, causando assim um êxodo de comerciantes da área. Como porta-voz dos comerciantes, ele solicitou uma reunião diretamente com Tobin. Quando a reunião ocorreu, em meados de junho de 1962, Nadel rejeitou imediatamente a proposta de Tobin de lhe dar um espaço de loja no World Trade Center. Duas semanas depois, um grupo que representava aproximadamente 325 lojas e 1.000 outras pequenas empresas afetadas entrou com um processo cautelar, desafiando o poder de desapropriação da Autoridade Portuária, ou a tomada de propriedade privada para uso público.
A disputa com os proprietários de empresas locais passou pelo sistema judicial até chegar ao Tribunal de Apelações do Estado de Nova York. Embora vários tribunais inferiores tenham se recusado a ouvir os casos dos comerciantes, eles também decidiram que o World Trade Center não servia à uma "finalidade pública" e que o plano havia causado danos aos comerciantes de Radio Row, ao contrário do que Tobin havia alegado. Em resposta, Tobin anunciou que os tribunais inferiores haviam decidido sobre a questão constitucional da "finalidade pública", o que levou um juiz de apelação a emitir uma repreensão pública pela "deturpação" de Tobin sobre o resultado. Tobin mudou sua oferta aos comerciantes, oferecendo transferi-los para um novo complexo de eletrônicos e adiar a demolição até 1964. Em público, ele agiu como se os juízes já tivessem decidido a seu favor sobre a questão constitucional. Em fevereiro de 1963, o Tribunal de Apelações de Nova York decidiu que o World Trade Center não constituía uma "finalidade pública", anulando, assim, a aquisição do terreno pela Autoridade Portuária. A Autoridade Portuária imediatamente recorreu, e, em abril, o mesmo tribunal reverteu sua decisão anterior, mantendo o direito de desapropriação da Autoridade Portuária e afirmando que o projeto tinha uma "finalidade pública". Os comerciantes então recorreram à Suprema Corte dos Estados Unidos. Em 12 de novembro de 1963, a Suprema Corte rejeitou o caso, afirmando que não havia prova da necessidade de ação federal.
De acordo com a lei estadual, a Autoridade Portuária era obrigada a ajudar os proprietários de negócios a se realocarem, algo que vinha fazendo desde 1962. No entanto, muitos proprietários de negócios consideraram inadequado o que a Autoridade Portuária oferecia. Durante a construção do World Trade Center, continuaram as dúvidas sobre se a Autoridade Portuária realmente deveria assumir o projeto, descrito por alguns como uma "prioridade social equivocada".

## Processo de design
Depois que Nova Jersey aprovou o projeto do World Trade Center, a Autoridade Portuária começou a procurar inquilinos. Primeiro, a agência procurou o Serviço de Alfândega dos Estados Unidos porque o Serviço de Alfândega estava insatisfeito com sua sede atual, a Alexander Hamilton U.S. Custom House, na ponta de Lower Manhattan. Em seguida, a Autoridade Portuária solicitou ao governo do estado de Nova York, já que havia poucas empresas privadas dispostas a se mudar para o World Trade Center. Os planejadores do World Trade Center estavam preocupados com o fato de que o World Trade Center seria subutilizado, pois, na época, menos de 3,8% do produto nacional bruto dos Estados Unidos era proveniente do comércio internacional, e as empresas com presença mundial representavam quatro quintos desse setor. Em janeiro de 1964, a Autoridade Portuária certificou um acordo com o governo do estado de Nova York para transferir alguns escritórios para o World Trade Center. A Autoridade Portuária começou a contratar locatários comerciais na primavera e no verão de 1964, incluindo vários bancos. A Autoridade Portuária contratou o Serviço de Alfândega dos Estados Unidos como locatário um ano depois.
Depois de considerar esses fatos, Tobin e Tozzoli determinaram que a única maneira de tornar o World Trade Center atraente para entidades privadas era torná-lo o maior centro comercial do mundo. Isso resultou em uma ampliação dos planos para todo o centro comercial, que originalmente deveria incluir apenas 460.000 a 560.000 m² de área útil. Após a divulgação do relatório de viabilidade do novo local, esse número aumentou para pelo menos 560.000 m² de área útil, tornando o World Trade Center quase tão grande quanto o Pentágono, o maior edifício de escritórios do mundo na época. No entanto, depois de instruir sua equipe a inspecionar o novo local proposto para o centro comercial em Radio Row, Tobin decidiu aumentar ainda mais a quantidade de área útil, para pelo menos 930.000 m². Temendo polêmica, Tobin manteve esse plano em segredo do público.

### Busca por um arquiteto

Layout típico dos andares e disposição dos elevadores das Torres Gêmeas do World Trade Center.

Tozzoli dispensou os três planejadores que haviam trabalhado no estudo original do World Trade Center, devido à falta de projetos criativos para o complexo do World Trade Center. Em seguida, ele foi a Seattle para se reunir com o arquiteto Minoru Yamasaki. Tozzoli tinha uma ideia geral do que deveria haver no centro comercial, mas ainda não havia elaborado os detalhes específicos do projeto. Antes dessa reunião, o único projeto de construção de arranha-céus de Yamasaki era a torre de 30 andares da Michigan Consolidated Gas Company em Detroit. Como resultado, Yamasaki inicialmente pensou que a oferta para que ele construísse um centro de comércio mundial de US$ 280.000.000 na cidade de Nova York era um erro de digitação. Depois que foi esclarecido que a oferta não havia sido feita por engano, Yamasaki apresentou sua proposta "grande e inconfundível, mas íntima e humana" para o centro de comércio à diretoria da Autoridade Portuária em junho de 1962. O autor Paul Goldberger escreveu que Yamasaki "se apresentou como um esteta" ao conselho da Autoridade Portuária, que era composto principalmente por engenheiros. Após essa reunião, um grupo de planejadores da Autoridade Portuária começou a examinar os projetos anteriores de Yamasaki.
Em 20 de setembro de 1962, depois de uma busca exaustiva por arquitetos, a Autoridade Portuária anunciou a escolha de Yamasaki como arquiteto principal e Emery Roth & Sons como arquitetos associados. Originalmente, Yamasaki apresentou à Autoridade Portuária um conceito que incorporava torres gêmeas, mas com cada edifício de apenas 80 andares. Yamasaki observou que a "alternativa óbvia, um grupo de vários edifícios grandes, teria parecido um projeto habitacional".
A Autoridade Portuária determinou que 930.000 m² de espaço para escritórios fossem incluídos no novo World Trade Center, mas encarregou Yamasaki de determinar como organizar esse espaço. Como resultado, Yamasaki testou diferentes projetos possíveis, incluindo a distribuição do espaço em três ou quatro torres, bem como a condensação do espaço em duas torres de 80 andares. Seus outros planos incluíam uma única torre muito grande e dez edifícios moderadamente grandes. Ele preferiu o plano de duas torres de 80 andares, mas descobriu que ele não atendia aos requisitos da Autoridade Portuária. Na época, não era considerado econômico construir um edifício de escritórios com mais de 80 andares.
Outro fator limitante importante nos projetos dos edifícios eram os elevadores. À medida que o edifício ficava mais alto, eram necessários mais elevadores para atender ao edifício, o que exigia mais bancos de elevadores que, por sua vez, ocupavam espaço. Yamasaki e os engenheiros decidiram usar um novo sistema que incluía os saguões, que são andares onde as pessoas podem trocar um elevador expresso de grande capacidade, que vai apenas para os saguões, por um elevador local que vai para cada andar de uma seção. Assim, os elevadores locais podem ser empilhados dentro do mesmo poço de elevador. Localizados nos 44º e 78º andares de cada torre, os saguões permitiram que os elevadores fossem usados de forma eficiente, além de aumentar a quantidade de espaço útil em cada andar de 62% para 75%, reduzindo o número de poços de elevador necessários. As torres do World Trade Center foram os segundos edifícios superaltos a usar estes saguões, depois do John Hancock Center em Chicago. Esse sistema foi inspirado no metrô de Nova York, cujas linhas incluem estações locais, onde somente os trens locais param, e estações expressas, onde todos os trens param. Isso permitiu que a altura das torres fosse aumentada para 110 andares sem que os andares superiores fossem economicamente inviáveis.

### Revelação do design
O projeto final de Yamasaki para o World Trade Center foi revelado ao público em 18 de janeiro de 1964, com um modelo de oito pés. As torres tinham uma planta quadrada, com aproximadamente 63 m de dimensão em cada lado. Os edifícios foram projetados com janelas de escritório estreitas, com apenas 45 cm de largura, o que refletia o medo de altura de Yamasaki e o desejo de fazer com que os ocupantes do edifício se sentissem seguros. As janelas cobriam apenas 30% do exterior dos edifícios, fazendo com que parecessem placas de metal sólidas à distância, embora isso também fosse um subproduto dos sistemas estruturais que sustentavam as torres. O projeto de Yamasaki exigia que as fachadas dos edifícios fossem revestidas com liga de alumínio.

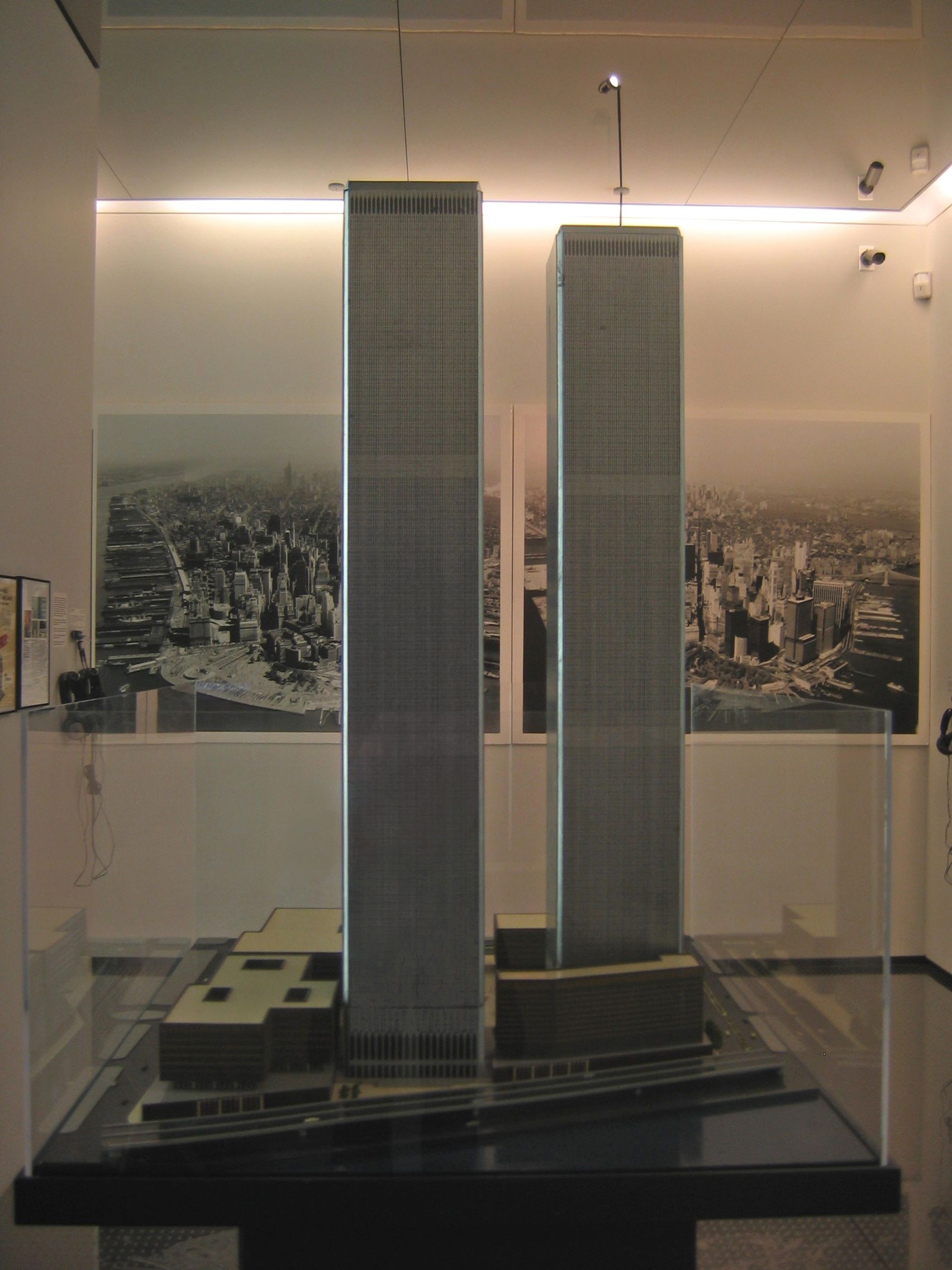
Modelo original de arquitetura e engenharia. Esse modelo está agora em exibição permanente no Memorial & Museu Nacional do 11 de Setembro.

Yamasaki, que já havia projetado o Aeroporto Internacional de Dhahran, na Arábia Saudita, com o Saudi Binladin Group, incorporou características da arquitetura islâmica ao projeto do World Trade Center. A praça foi modelada com base em Meca, incorporando características como uma vasta praça delineada, uma fonte e um padrão circular radial. Yamasaki descreveu a praça como "uma Meca, um grande alívio das ruas estreitas e calçadas da área de Wall Street." Ele também incorporou outras características da arquitetura árabe ao projeto do edifício, incluindo arcos quebrados, rendilhado entrelaçado de concreto pré-fabricado, uma torre de voo semelhante a um minarete e padrões arabescos.
O projeto do World Trade Center foi criticado pelo Instituto Americano de Arquitetos e outros grupos quanto à sua estética. Lewis Mumford, autor de The City in History e outras obras sobre planejamento urbano, criticou o projeto e o descreveu, assim como outros novos arranha-céus, como "apenas armários de vidro e metal". As emissoras de televisão levantaram a preocupação de que as torres gêmeas do World Trade Center causariam interferência na recepção de televisão para os telespectadores da região metropolitana de Nova York, que estavam recebendo suas transmissões do Empire State Building na época. Em resposta a essas preocupações, a Autoridade Portuária ofereceu-se para fornecer novas instalações de transmissão de televisão no World Trade Center. A Linnean Society of London do Museu Americano de História Natural também se opôs ao projeto do World Trade Center, citando os riscos que os edifícios representariam para as aves migratórias.
A empresa de engenharia estrutural Worthington, Skilling, Helle & Jackson trabalhou para implementar o projeto de Yamasaki, desenvolvendo um sistema estrutural de tubos emoldurados que foi usado nos edifícios. O Departamento de Engenharia da Autoridade Portuária atuou com a engenharia de fundações, Joseph R. Loring & Associates com a engenharia elétrica e Jaros, Baum & Bolles (JB&B) como a engenharia mecânica. A Tishman Realty & Construction Company foi a empreiteira geral do projeto do World Trade Center. Guy F. Tozzoli, diretor do Departamento de Comércio Mundial da Autoridade Portuária, e Rino M. Monti, engenheiro-chefe da Autoridade Portuária, supervisionaram o projeto.

## Design das torres

### Elementos de design estrutural

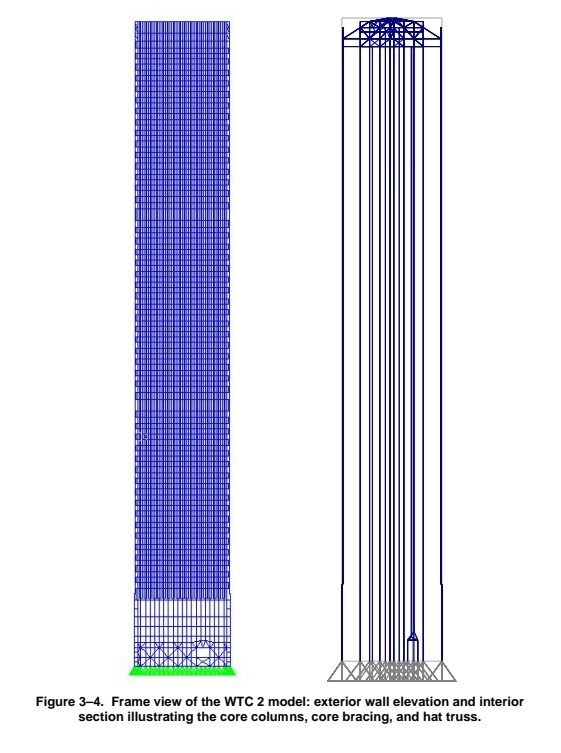
Colunas e treliças.

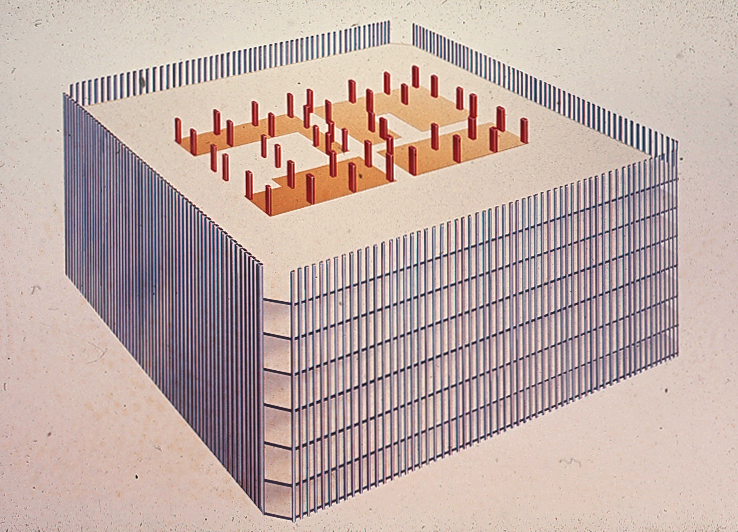
Torre Gêmea com estrutura tubular.

Como uma agência interestadual, a Autoridade Portuária não estava sujeita às leis e regulamentações locais da cidade de Nova York, incluindo os códigos de construção. No entanto, a Autoridade Portuária exigia que os arquitetos e engenheiros estruturais seguissem os códigos de construção da cidade de Nova York. Na época em que o World Trade Center foi planejado, novos códigos de construção estavam sendo elaborados para substituir a versão de 1938 que ainda estava em vigor. Os engenheiros estruturais acabaram seguindo as versões preliminares dos novos códigos de construção de 1968, que incorporavam "técnicas avançadas" no projeto de construção.
As torres do World Trade Center incluíram muitas inovações de engenharia estrutural no projeto e na construção de arranha-céus, o que permitiu que os edifícios atingissem novas alturas e se tornassem os mais altos do mundo. Tradicionalmente, os arranha-céus usavam um "esqueleo" de colunas distribuídas por todo o interior para suportar as cargas do edifício, com colunas internas interrompendo o espaço do piso. O conceito de estrutura tubular, introduzido anteriormente pelo engenheiro estrutural bengalês-americano Fazlur Rahman Khan, foi uma grande inovação, permitindo plantas baixas abertas e mais espaço para alugar. O projeto de estrutura tubular exigiu 40% menos aço estrutural do que os projetos de construção convencionais.
Os edifícios usavam colunas de aço perimetrais de alta resistência e suporte de carga que atuavam como treliças Vierendeel. Embora as colunas fossem leves, elas eram espaçadas entre si, formando uma estrutura de parede forte e rígida. Havia 59 colunas perimetrais, estreitamente espaçadas, em cada lado dos edifícios. Ao todo, as paredes perimetrais das torres tinham 64 m de cada lado e os cantos eram chanfrados. As colunas do perímetro foram projetadas para fornecer suporte para praticamente todas as cargas laterais (como cargas de vento) e para compartilhar as cargas de gravidade com as colunas centrais. A análise estrutural das principais partes do World Trade Center foi computada em um IBM 1620.

#### Perímetro

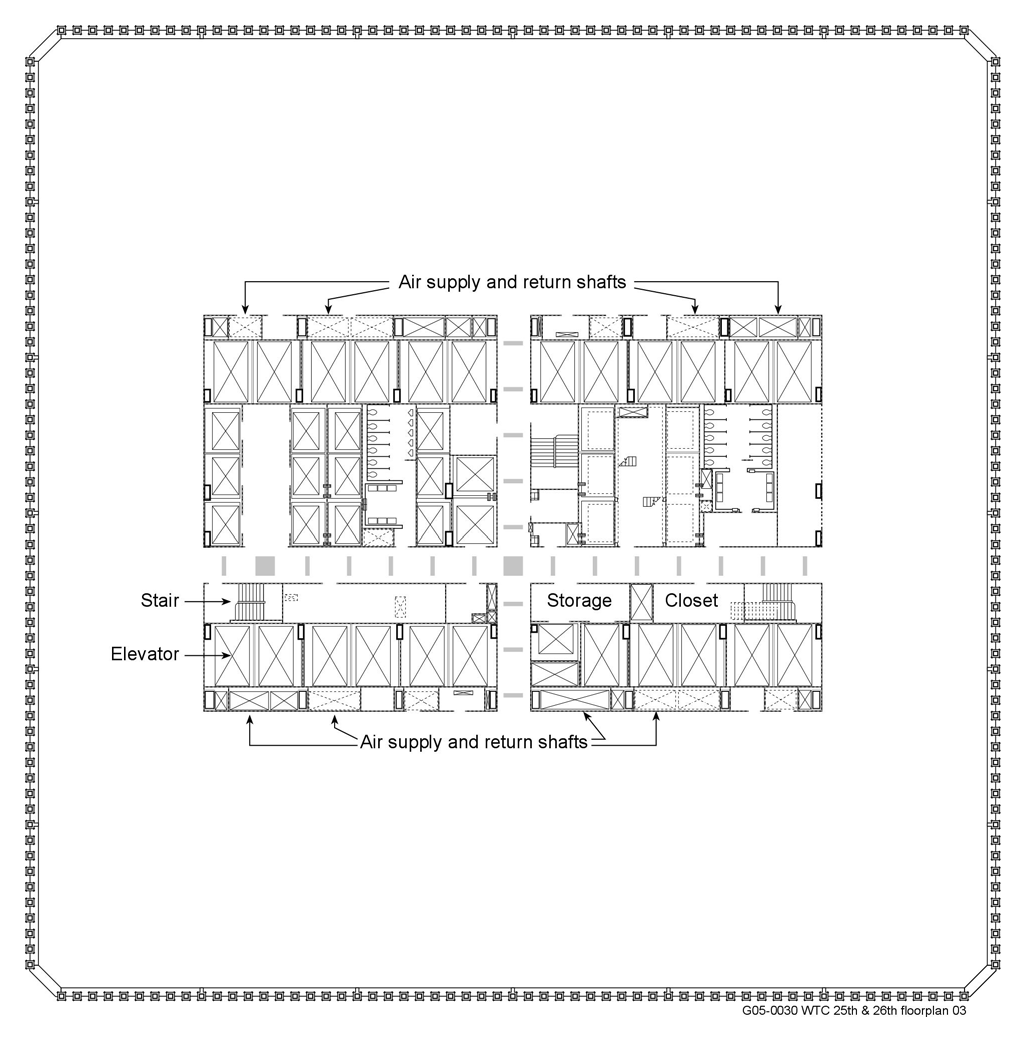
Planta baixa arquitetônica típica do WTC.

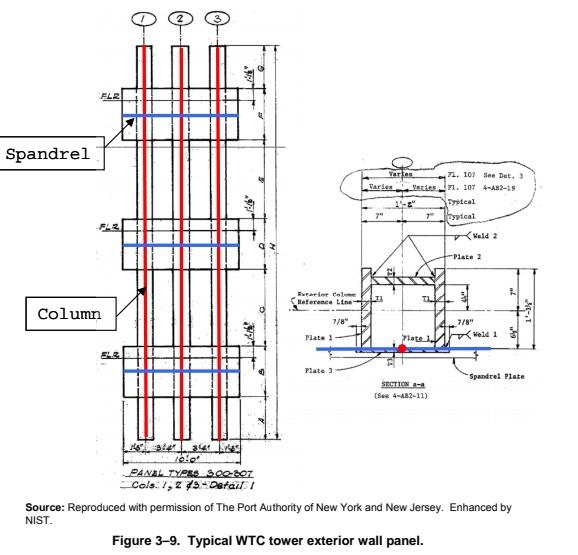
Painel pré-fabricado, também conhecido como placa de aço de três colunas.

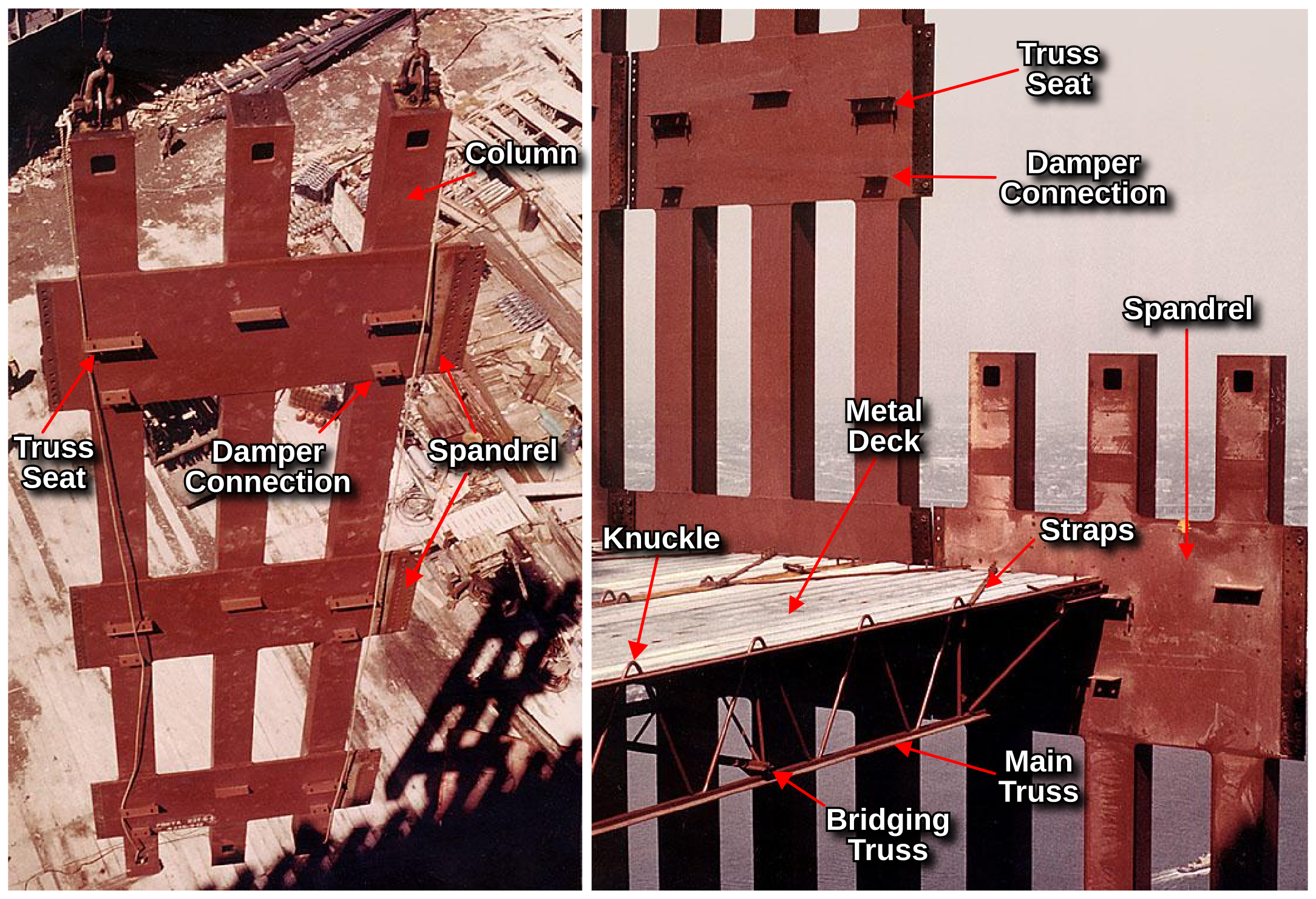
Coluna perimetral/enjunta e estrutura do piso.

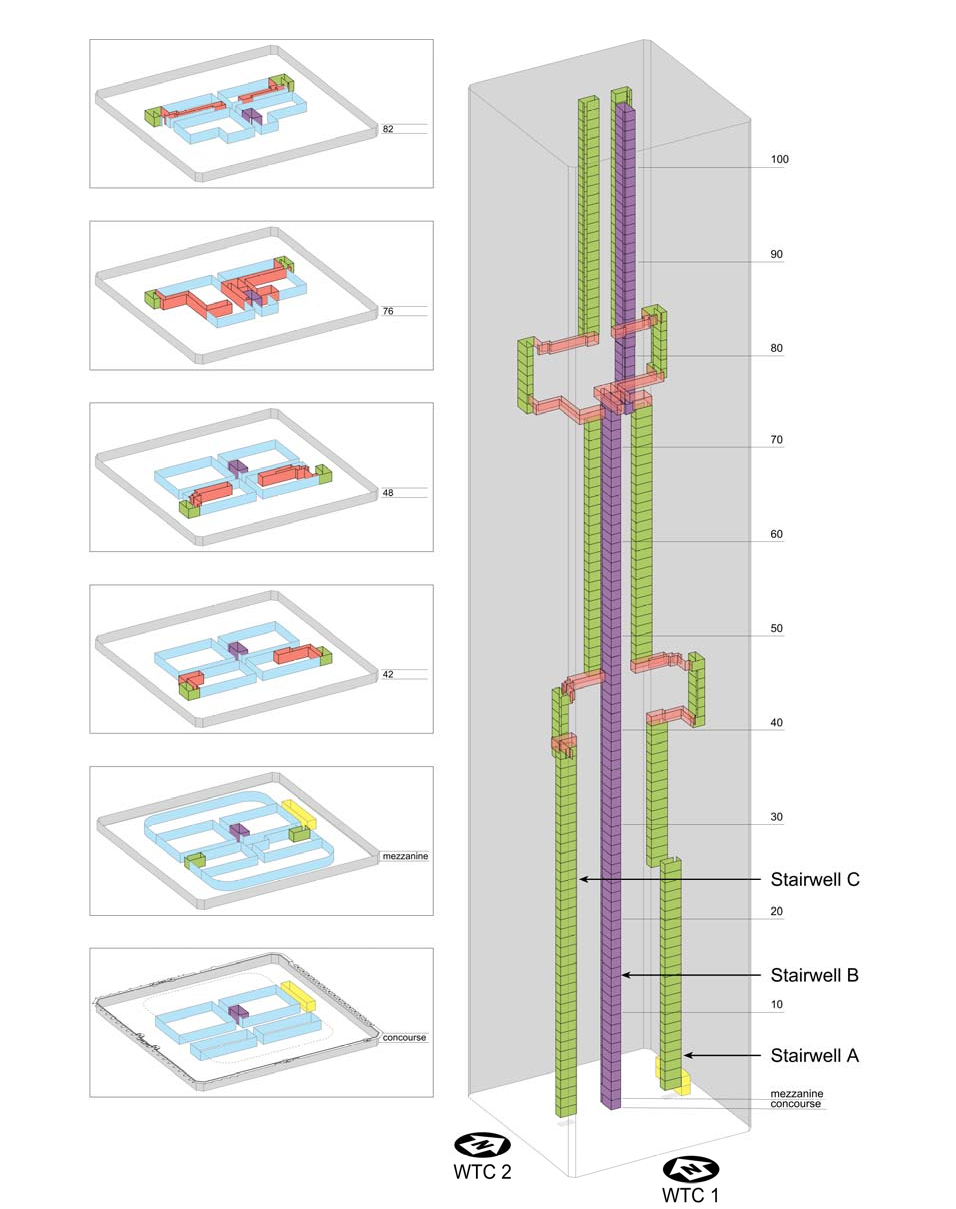
Cada torre tinha três escadas.

A estrutura do perímetro foi construída com peças modulares pré-fabricadas, que consistiam em três colunas, com três andares de altura, conectadas por placas de enjunta. As colunas do perímetro tinham uma seção transversal quadrada, com 36 cm de lado, e foram construídas com chapas de aço soldadas. A espessura das chapas e o grau do aço estrutural variaram ao longo da altura da torre, variando de 36.000 a 100.000 libras por polegada quadrada. A espessura das chapas de aço diminuiu com a altura porque elas foram necessárias para suportar quantidades menores de massa do edifício e cargas de vento nos andares mais altos. No entanto, o grau do aço aumentou com a altura. As colunas eram feitas de graus mais altos do que as placas de enjunta. O grau de aço era mais alto perto dos cantos. Do 7º andar até o nível do solo e até a fundação, as colunas eram espaçadas em 3 m para acomodar as portas. Todas as colunas foram colocadas sobre o substrato rochoso, que, ao contrário do que ocorre em Midtown Manhattan, onde o leito rochoso é raso, está a 20-26 m abaixo da superfície.
As placas de enjunta, normalmente com 1,3 m de profundidade, foram soldadas às colunas externas para criar as peças modulares fora do local na oficina de fabricação. Cada uma das peças modulares normalmente pesava 22 toneladas e tinha 3 m de largura e 7,3 a 11 m de altura, abrangendo dois ou três andares. Os módulos adjacentes foram aparafusados, com as emendas ocorrendo no meio do vão das colunas e enjuntas. As placas de enjunta estavam localizadas em cada andar, transmitindo a tensão de cisalhamento entre as colunas, permitindo que elas trabalhassem juntas para resistir às cargas laterais. Com exceção dos andares mecânicos, as juntas entre os módulos foram escalonadas verticalmente, de modo que as emendas das colunas entre os módulos adjacentes não estavam no mesmo andar.

#### Núcleo estrutural
O núcleo do edifício abrigava os poços de elevador e de utilidades, banheiros, três escadas e outros espaços de apoio. O núcleo de cada torre era uma área retangular de 27 por 41 m e continha 47 colunas de aço que iam do alicerce até o topo da torre. O núcleo estrutural da Torre Norte era orientado com o eixo longo de leste a oeste, enquanto o da Torre Sul era orientado de norte a sul.
As colunas do núcleo suportavam cerca de metade do peso das torres. O núcleo era cercado por uma viga à qual estavam conectadas as extremidades internas das treliças do piso. As 16 colunas que suportavam as treliças eram particularmente grandes, representando metade das cargas do núcleo. Desse total, 40% eram provenientes das colunas de canto que suportavam as treliças de transferência. Por outro lado, as sete colunas mais internas eram bem pequenas, carregando apenas cerca de 3%.
As colunas eram feitas quase que exclusivamente de aço 36ksi ou 42ksi, e gradualmente mudaram de seções retangulares em caixa para seções cônicas em caixa e seções de flange larga nos andares mais altos. As colunas típicas eram colunas em caixa na maior parte de sua altura. As colunas em caixa mantinham uma largura constante de predominantemente 560 mm, 410 mm ou 360 mm. No terço inferior do edifício, elas também mantiveram uma profundidade constante de, predominantemente, 1.320 e 910 mm. As menores colunas eram de seções de flange larga na maior parte de sua altura. As seções de flange larga eram, em sua maioria, de 14 polegadas, seguidas por seções de 12 polegadas. As classes de aço de 42ksi e superiores estavam predominantemente presentes nessas colunas.
Todos os elevadores estavam localizados no núcleo estrutural. Cada edifício tinha três escadas, também no núcleo, exceto nos andares mecânicos, onde as duas escadas externas saíam temporariamente do núcleo para evitar as salas de máquinas dos elevadores expressos e depois retornavam ao núcleo por meio de um corredor de transferência. Foi esse arranjo que permitiu que a escada A da Torre Sul permanecesse transitável após o impacto da aeronave em 11 de setembro de 2001.

#### Andares
O grande espaço sem colunas entre o perímetro e o núcleo foi coberto por treliças de piso pré-fabricadas. Os pisos suportaram seu próprio peso, bem como cargas estruturais, e proporcionaram estabilidade lateral às paredes externas e distribuíram as cargas de vento entre as paredes externas. Os pisos consistiam em lajes de concreto leve de 10 cm de espessura colocadas em um deck de aço canelado com conexões de cisalhamento para ação composta. Uma grade de treliças de pontes leves e treliças principais sustentava os pisos. As treliças tinham um vão de 18 m nas áreas de vãos longos e 11 m na área de vãos curtos.

As treliças se conectavam ao perímetro em colunas alternadas e tinham centros de 2,03 m. As cordas superiores das treliças foram aparafusadas a assentos soldados às enjuntas no lado externo e a um canal soldado às colunas centrais no lado interno. Os pisos foram conectados às placas de enjunta do perímetro com amortecedores viscoelásticos, o que ajudou a reduzir a quantidade de oscilação sentida pelos ocupantes do edifício.

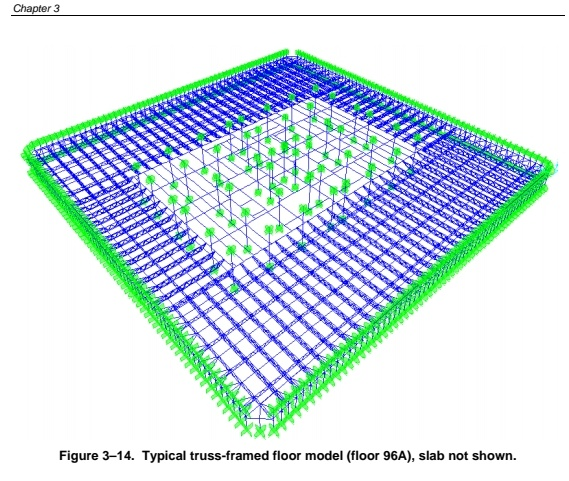
Estrutura típica do piso da Torre Gêmea.
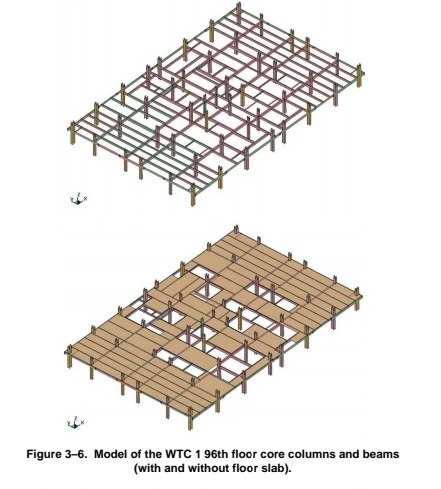
Núcleo do 96º andar do 1 WTC. Essa configuração da estrutura do piso é típica.
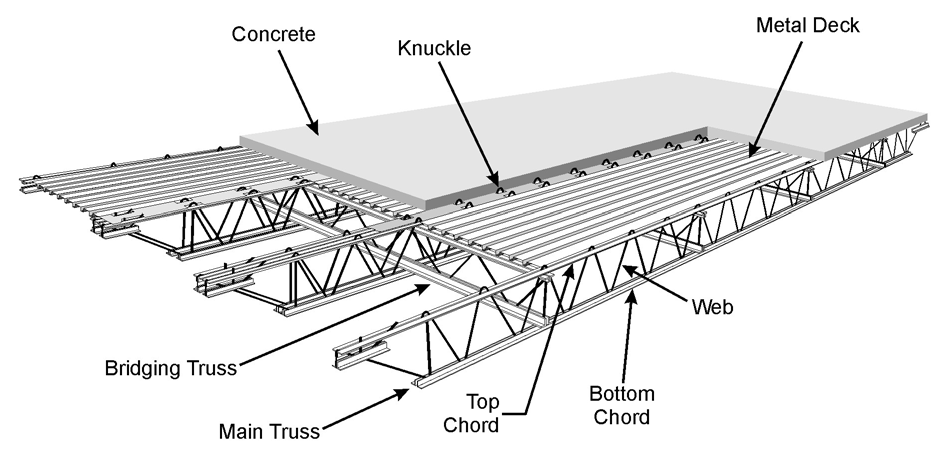
Esquema do sistema de treliça de piso composto.

#### Treliças

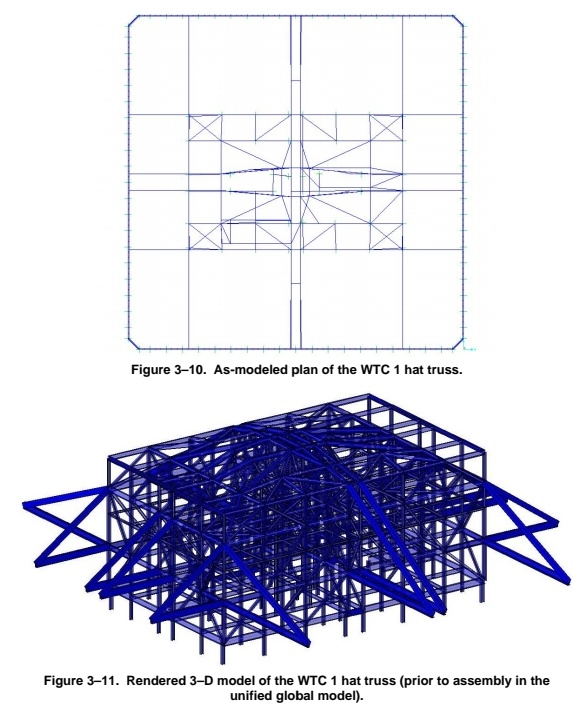
Treliças.

As treliças localizadas a partir do 107º andar até o topo dos edifícios foram projetadas para suportar uma antena de comunicação alta no topo de cada edifício. Somente a torre norte, 1 World Trade Center, tinha de fato uma antena instalada, que foi adicionada em 1978. O sistema de treliça consistia em seis treliças ao longo do eixo longo do núcleo e quatro ao longo do eixo curto. Esse sistema de treliça permitia alguma redistribuição de carga entre as colunas do perímetro e do núcleo e suportava a torre de transmissão.

#### Efeitos do vento
O projeto de estrutura tubular usando núcleo de aço e colunas perimetrais protegidas com material resistente ao fogo pulverizado criou uma estrutura relativamente leve que balançaria mais em resposta ao vento, em comparação com estruturas tradicionais, como o Empire State Building, que tem alvenaria espessa e pesada para proteção contra fogo dos elementos estruturais de aço. Durante o processo de projeto, foram realizados testes em túnel de vento na Universidade Estadual do Colorado e no Laboratório Nacional de Física, no Reino Unido, para estabelecer as pressões de vento às quais as torres do World Trade Center poderiam ser submetidas e a resposta estrutural a essas forças.
Também foram realizados experimentos para avaliar o nível de oscilação que os ocupantes poderiam tolerar. Os participantes foram recrutados para "exames oftalmológicos gratuitos", embora o objetivo real do experimento fosse submetê-los a uma oscilação simulada do edifício e descobrir o quanto eles poderiam tolerar confortavelmente. Muitos participantes não reagiram bem, sentindo tontura e outros efeitos adversos. Um dos engenheiros-chefes, Leslie E. Robertson, trabalhou com o engenheiro canadense Alan G. Davenport para desenvolver amortecedores viscoelásticos para absorver parte da oscilação. Esses amortecedores viscoelásticos, usados em toda a estrutura nas juntas entre as treliças do piso e as colunas do perímetro, juntamente com algumas outras modificações estruturais, reduziram a oscilação do edifício a um nível aceitável.

### Impacto de aeronaves
Os engenheiros estruturais do projeto também consideraram a possibilidade de que uma aeronave pudesse se chocar contra o edifício. Em julho de 1945, uma aeronave B-25 Mitchell que se perdeu no nevoeiro se chocou contra o 78º e 79º andares do Empire State Building. Um ano depois, outro avião se chocou contra o edifício 40 Wall Street, e houve outra colisão próxima no Empire State Building. Ao projetar o World Trade Center, Leslie Robertson considerou o cenário do impacto de um avião a jato, o Boeing 707, que poderia se perder no nevoeiro, tentando aterrissar nos aeroportos JFK ou Newark. O Instituto Nacional de Padrões e Tecnologia (NIST) encontrou um livro branco de três páginas que mencionava que outra análise de impacto de aeronave, envolvendo o impacto de um jato a 970 km/h, foi de fato considerada, mas o NIST não conseguiu localizar a evidência documental da análise de impacto de aeronave.

### Proteção contra incêndios
Materiais resistentes ao fogo pulverizados (SFRMs) foram usados para proteger alguns elementos estruturais de aço nas torres, incluindo todas as treliças e vigas do piso. A placa de gesso em combinação com SFRMs ou, em alguns casos, a placa de gesso sozinha, foi usada para proteger as colunas centrais. O reboco de vermiculita foi usado no lado interno e os SFRMs nos outros três lados das colunas do perímetro para proteção contra incêndios. Os códigos de construção da cidade de Nova York de 1968 eram mais brandos em alguns aspectos da proteção contra incêndios, como permitir três escadas de saída nas torres do World Trade Center, em vez de seis, conforme exigido pelos códigos de construção mais antigos. Em 27 de abril de 1970, o Departamento de Recursos Aéreos da Cidade de Nova York ordenou que os empreiteiros do World Trade Center parassem de pulverizar amianto como material isolante.
Mais proteção contra incêndios foi adicionada após um incêndio em fevereiro de 1975 que se espalhou por seis andares antes de ser apagado. Após o atentado de 1993, as inspeções constataram que a proteção contra incêndio era deficiente. A Autoridade Portuária estava em processo de substituição, mas a substituição havia sido concluída em apenas 18 andares da Torre Norte, incluindo todos os andares afetados pelo impacto da aeronave e incêndios em 11 de setembro, e em 13 andares da Torre Sul, embora apenas três desses andares (77, 78 e 85) tenham sido diretamente afetados pelo impacto da aeronave.
Os códigos de construção da cidade de Nova York de 1968 não exigiam sprinklers para edifícios altos, exceto para espaços subterrâneos. De acordo com os códigos de construção, os sprinklers foram originalmente instalados apenas nas estruturas de estacionamento subterrâneo do World Trade Center. Após um grande incêndio em fevereiro de 1975, a Autoridade Portuária decidiu começar a instalar sprinklers em todos os edifícios. Em 1993, quase toda a Torre Sul e 85% da Torre Norte tinham sprinklers instalados e todo o complexo foi reformado em 2001.

### Controvérsias durante o processo de design

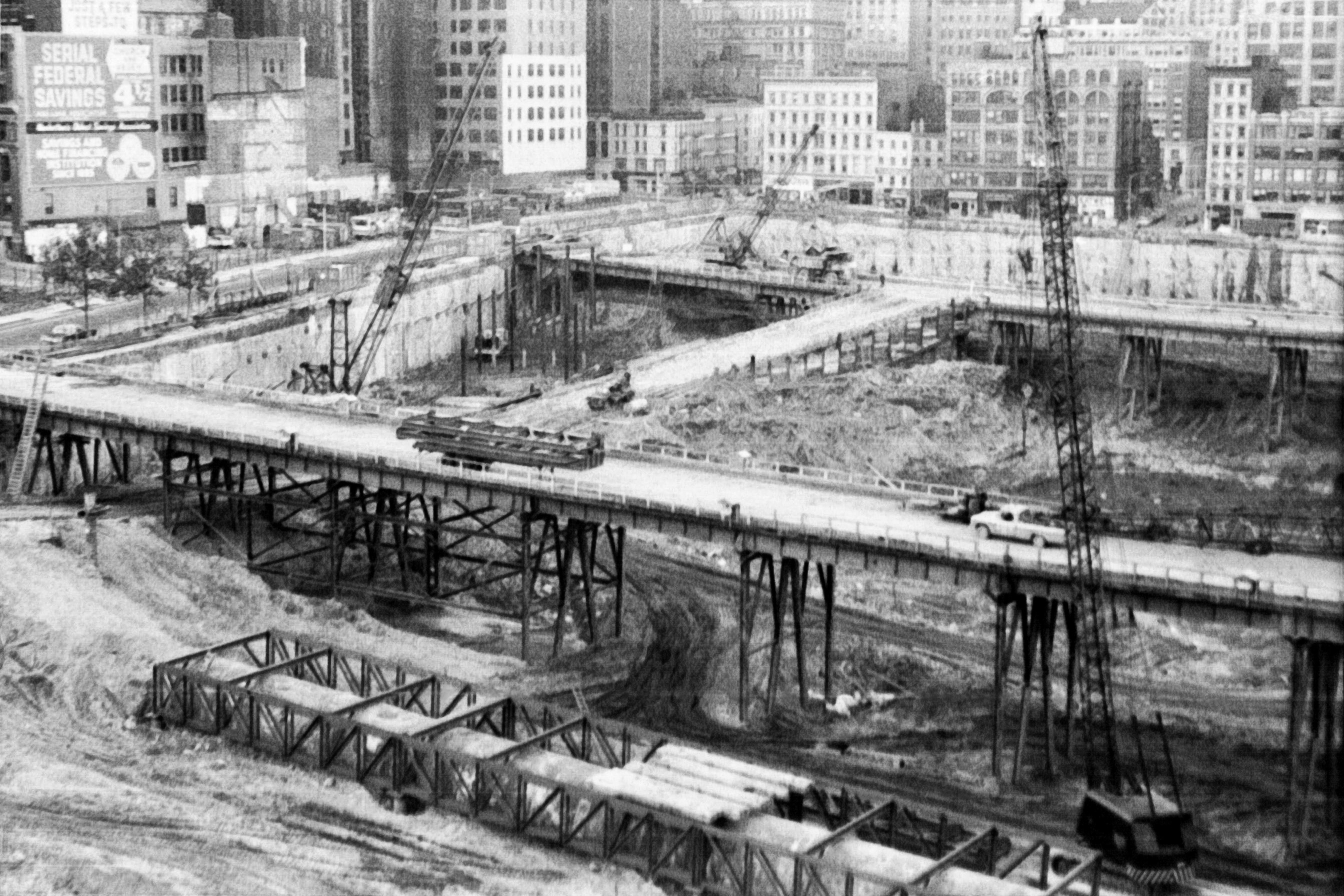
Escavação do local do World Trade Center, 1968.

Mesmo depois que o acordo entre os estados de Nova Jersey, Nova York e a Autoridade Portuária foi finalizado em 1962, o plano do World Trade Center enfrentou contínua controvérsia. O Prefeito da Cidade de Nova York, Robert F. Wagner Jr., não gostou do fato de a cidade ter uma participação muito pequena no processo de planejamento do centro comercial. Wagner tinha ouvido falar do local revisado do West Side por meio do Newark Evening News e afirmou que a Autoridade Portuária tinha considerado a cidade como "alguém de fora, e não como a figura central" durante o processo de planejamento. Wagner queria que o acordo fosse adiado até que a cidade pudesse expressar sua opinião sobre o acordo. A cidade e a Autoridade Portuária organizaram uma série de reuniões para discutir os detalhes do World Trade Center. No entanto, a cidade estava em desvantagem, pois só tinha jurisdição sobre as ruas no local do World Trade Center, mas não tinha voz nas escolhas. A cidade usou esse fato como vantagem quando as entidades privadas anunciaram sua oposição ao projeto.
Em 1964, quando a escala pretendida do esquema foi divulgada com planos para torres gêmeas de 110 andares, incorporadores imobiliários privados e membros do Conselho Imobiliário de Nova York também expressaram preocupação com o fato de o espaço de escritórios muito "subsidiado" do World Trade Center ir para o mercado aberto, competindo com as muitas vagas no setor privado. Um crítico notável foi Lawrence Wien, coproprietário do Empire State Building, que perderia o título de edifício mais alto do mundo. Wien organizou um grupo de construtores chamado "Comitê para um World Trade Center Razoável" para exigir que o projeto fosse reduzido. Esse grupo procurou o governo da cidade para obter assistência na tentativa de reduzir o tamanho do projeto do World Trade Center. Eles alegaram que a grande quantidade de espaço no World Trade Center criaria um excesso de imóveis, causando uma redução nos lucros de outros desenvolvedores. A cidade e os incorporadores usaram uma infinidade de argumentos para paralisar a construção por dois anos.
O sucessor de Wagner, John Lindsay, e o Conselho da Cidade de Nova York levantaram preocupações sobre a extensão limitada com que a Autoridade Portuária envolveu a cidade nas negociações e deliberações. As negociações entre o governo da Cidade de Nova York e a Autoridade Portuária se concentraram em questões tributárias: a Autoridade Portuária ofereceu pagar à cidade US$ 4 milhões a mais por ano em troca da renúncia ao pagamento de impostos, enquanto a cidade queria quatro vezes o valor que a Autoridade Portuária estava oferecendo. Essa disputa se estendeu por dois anos, durante os quais o preço projetado do World Trade Center aumentou drasticamente. As estimativas originais apresentadas pela Autoridade Portuária apontavam os custos de construção do World Trade Center em US$ 350 milhões - um número otimista.
Em dezembro de 1966, a Autoridade Portuária anunciou um aumento nas estimativas de custo, elevando o total estimado para US$ 575 milhões. Esse anúncio gerou críticas ao projeto por parte de incorporadoras imobiliárias privadas, do The New York Times e de outras pessoas na Cidade de Nova York. Os críticos afirmaram que o valor da Autoridade Portuária era uma estimativa irrealisticamente baixa e estimaram que o projeto acabaria custando US$ 750 milhões. Quando as torres gêmeas do World Trade Center foram concluídas, os custos totais para a Autoridade Portuária chegaram a US$ 900 milhões.
Em julho de 1966, nem a cidade nem a Autoridade Portuária conseguiram chegar a um acordo. No entanto, as negociações logo foram retomadas, e um acordo final foi feito em 3 de agosto de 1966. Como parte do acordo, a Autoridade Portuária faria pagamentos anuais à cidade, em vez de impostos, pela parte do World Trade Center alugada a locatários privados.  Como parte do acordo, a cidade construiria o New York Passenger Ship Terminal em Hell's Kitchen, Manhattan, enquanto a Autoridade Portuária construiria o South Brooklyn Marine Terminal. Nos anos seguintes, os pagamentos aumentariam conforme a taxa de imposto sobre imóveis aumentasse. O projeto seria financiado por meio de títulos isentos de impostos emitidos pela Autoridade Portuária.

## Construção

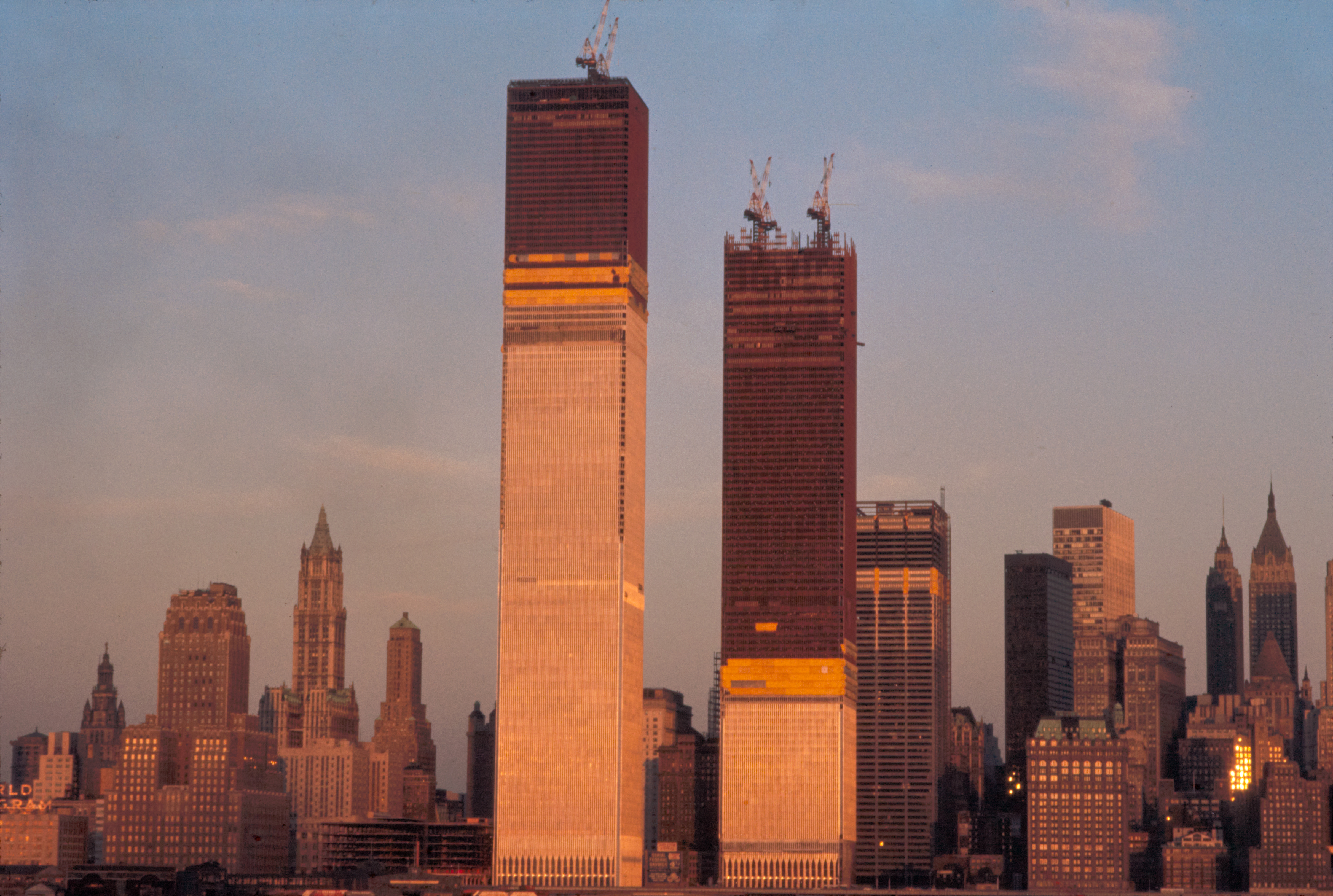
World Trade Center 1 e 2 em construção, vistos por volta de 1970-73.

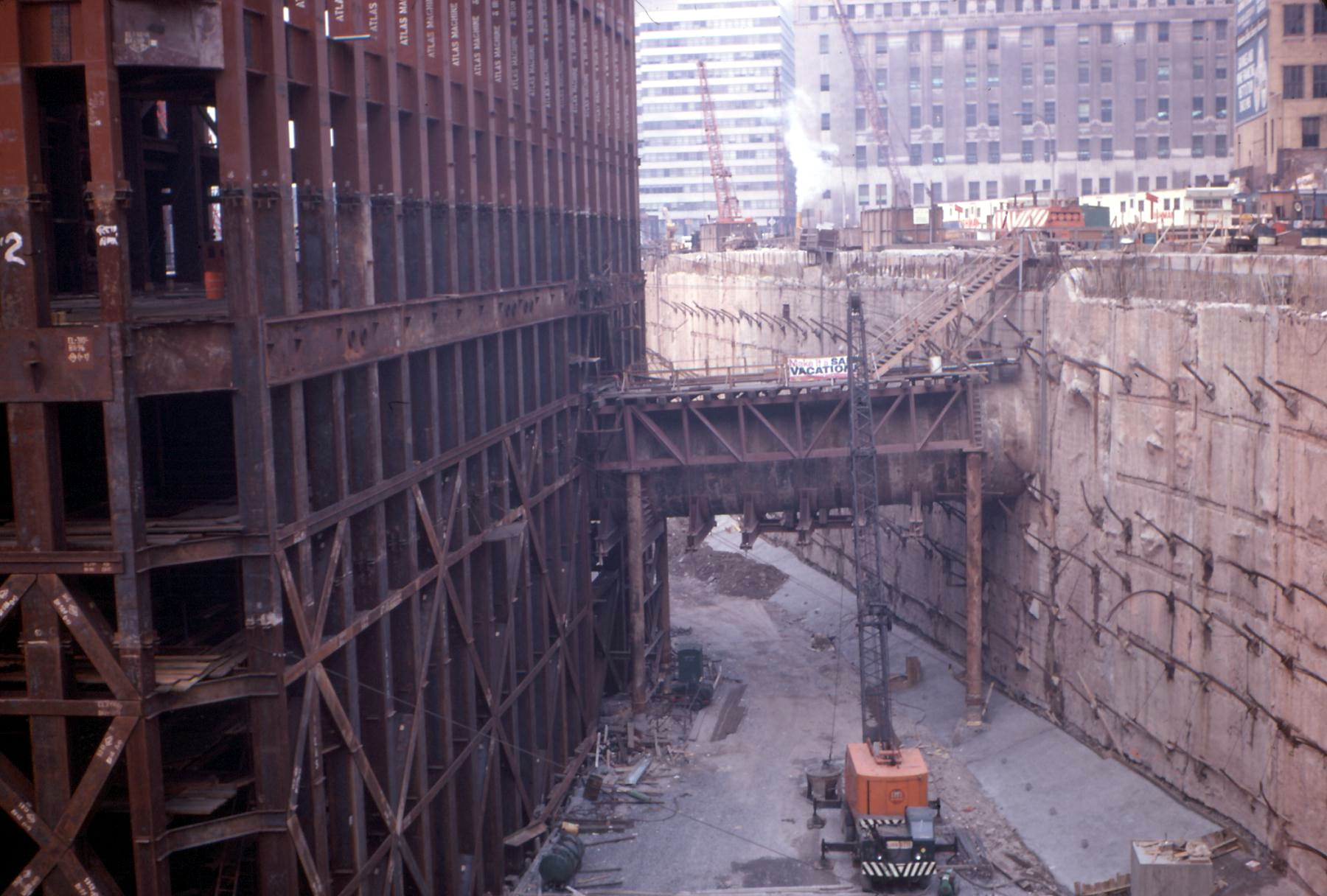
Torre Sul e a "Banheira" de parede de lama em construção em 1969.

Em março de 1965, a Autoridade Portuária começou a adquirir propriedades no local do World Trade Center. A Ajax Wrecking and Lumber Corporation foi contratada para o trabalho de demolição, que começou em 21 de março de 1965, para limpar o local para a construção do World Trade Center.

### "A Banheira"
O dia 5 de agosto de 1966 marcou o início da construção das fundações do World Trade Center. O local do World Trade Center estava localizado em um aterro sanitário, com o leito rochoso a 20 m abaixo do nível do solo. Para construir o World Trade Center, foi necessário construir "A Banheira", com a parede de lama ao lado da West Street, para manter a água do Rio Hudson fora. Esse método foi usado no lugar dos métodos convencionais de desaguamento porque o rebaixamento do lençol freático causaria grandes assentamentos nos edifícios próximos que não foram construídos sobre fundações profundas.
O método da lama envolvia a escavação de uma trincheira e, à medida que a escavação prosseguia, o preenchimento do espaço era feito com uma mistura de lama. A mistura, composta de bentonita, tapava os buracos e impedia a entrada de água. Quando a trincheira era escavada, uma gaiola de aço era inserida e o concreto era despejado, forçando a saída da lama. O método da lama foi concebido pelo engenheiro-chefe da Autoridade Portuária, John M. Kyle Jr. No final de 1966, começaram os trabalhos de construção da parede de lama, liderados pela Icanda, sediada em Montreal, uma subsidiária de uma empresa de engenharia italiana, a Impresa Costruzioni Opere Specializzate (I.C.O.S.). Foram necessários quatorze meses para que a parede de lama fosse concluída, o que era necessário antes que a escavação de material do interior do local pudesse começar. Os Túneis de Downtown Hudson originais, que transportavam os trens PATH para o Hudson Terminal, permaneceram em serviço como túneis elevados até 1971, quando uma nova estação World Trade Center foi construída.

### Torres Gêmeas
O trabalho de construção da Torre Norte começou em agosto de 1968, e a construção da Torre Sul teve início em janeiro de 1969. Em janeiro de 1967, a Paccar, a Alton Steel, a United States Steel e a Karl Koch Steel Consulting receberam contratos de US$ 74 milhões para fornecer aço para o projeto. A Autoridade Portuária optou por usar vários fornecedores de aço diferentes, licitando pequenas porções de aço, em vez de comprar grandes quantidades de uma única fonte, como a Bethlehem Steel ou a United States Steel, como uma medida de economia de custos. A Karl Koch também foi contratada para fazer todo o trabalho de montagem do aço, e um contrato para o trabalho na fachada de alumínio foi concedido à Alcoa. A Tishman Realty & Construction foi contratada em fevereiro de 1967 para supervisionar a construção do projeto.

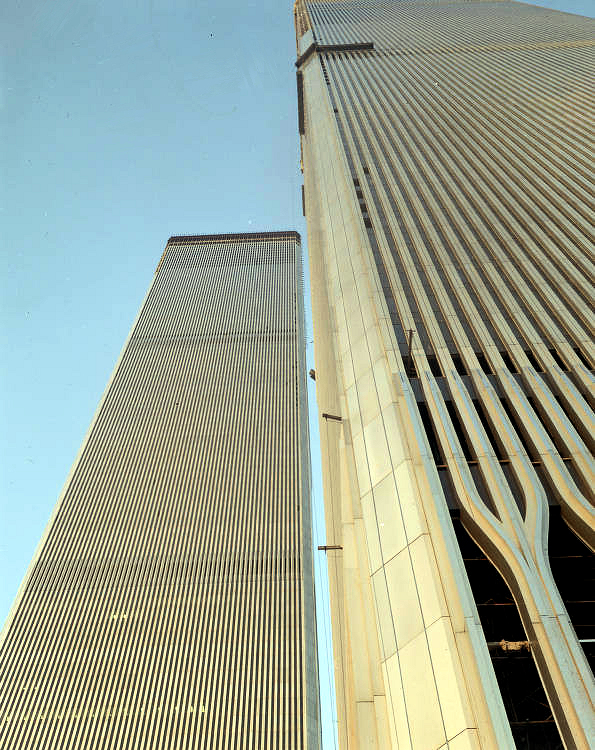
O telhado do 1 World Trade Center quase concluído em 1971.

O uso extensivo de peças pré-fabricadas para os sistemas de estrutura perimetral e de treliça do piso ajudou a acelerar o processo de construção e a reduzir os custos, além de proporcionar maior controle de qualidade. Os componentes de aço eram transportados para um pátio da Penn Central (posteriormente Conrail e atualmente CSX) em Jersey City. De lá, eram levados nas primeiras horas da manhã pelo Holland Tunnel até o local da construção e, em seguida, erguidos por um guindaste. As peças maiores eram levadas ao local da construção por rebocadores. Um tipo especial de guindaste, adequado para a construção de edifícios tão altos, que usava sistema hidráulico para erguer os componentes e fornecia sua própria energia, foi usado na construção do World Trade Center. O guindaste Favco Standard 2700, fabricado pela Favelle Mort Ltd. de Nova Gales do Sul, na Austrália, foi informalmente chamado de "guindaste canguru".
Em 1970, os trabalhadores que operavam os rebocadores entraram em greve, interrompendo o transporte de material para o local da construção. A Autoridade Portuária tentou outros meios de transporte de material, inclusive por helicóptero. Quando esse método foi tentado, o helicóptero perdeu sua carga de aço no estreito de Kill Van Kull. Alguns outros contratempos ocorreram durante o processo de construção, incluindo a interrupção do serviço telefônico em Lower Manhattan, quando cabos telefônicos foram esmagados por bate-estacas. Em 16 de março de 1970, uma explosão feriu seis trabalhadores quando um caminhão bateu em um tanque de propano.
A cerimônia de entrega da Torre Norte (1 World Trade Center) ocorreu em 23 de dezembro de 1970, enquanto a cerimônia da Torre Sul (2 World Trade Center) ocorreu em 19 de julho de 1971. Os primeiros inquilinos se mudaram para a Torre Norte em 15 de dezembro de 1970, e para a Torre Sul em janeiro de 1972. Os edifícios foram inaugurados em 4 de abril de 1973; Tobin, que havia se demitido no ano anterior, não compareceu às cerimônias.
A construção do World Trade Center envolveu a escavação de 920.000 m³ de material. Em vez de transportar esse material a grandes custos para o mar ou para aterros sanitários em Nova Jersey, o material de enchimento foi usado para expandir a linha costeira de Manhattan através da West Street. O trabalho de demolição dos píeres começou em 5 de janeiro de 1967, incluindo os píeres 7 a 11, todos construídos por volta de 1910. O trabalho de demolição foi adiante, apesar dos conflitos entre David Rockefeller, o governador Nelson Rockefeller e o prefeito John Lindsay em relação aos planos para o Battery Park City. O material do aterro sanitário do World Trade Center foi usado para adicionar terra e uma ensecadeira foi construída para reter o material. O resultado foi uma extensão de 210 m até o Rio Hudson, com seis quarteirões ou 452 m. Essa terra foi um "presente" para a Cidade de Nova York, permitindo mais desenvolvimentos geradores de impostos em Battery Park City.

### Outros edifícios
O complexo do World Trade Center incluía quatro outros edifícios menores construídos durante a década de 1970 e início da década de 1980. O 3 World Trade Center era um edifício de 22 andares, que abrigava o Marriott World Trade Center. Ele foi projetado pela Skidmore, Owings and Merrill em 1978-79. O 4 World Trade Center, o 5 World Trade Center e o 6 World Trade Center eram edifícios de 8 a 9 andares projetados pela mesma equipe das Torres Gêmeas, incluindo Minoru Yamasaki; Emery Roth & Sons; e Skilling, Helle, Christiansen, Robertson. O 7 World Trade Center foi construído em meados da década de 1980, ao norte do local principal do World Trade Center. O edifício de 47 andares foi projetado por Emery Roth & Sons e construído no topo de uma subestação de energia da Con Edison.

## Modificações
Com o passar do tempo, várias modificações estruturais foram feitas para atender às necessidades dos inquilinos das Torres Gêmeas. As modificações foram feitas de acordo com o Manual de revisão de Alterações do Locatário da Autoridade Portuária e foram revisadas pela Autoridade Portuária para garantir que as mudanças não comprometessem a integridade estrutural dos edifícios. Em muitos casos, foram cortadas aberturas nos andares para acomodar novas escadas para conectar os andares dos inquilinos. Algumas vigas de aço no núcleo estrutural foram reforçadas e fortalecidas para acomodar cargas vivas pesadas, como grandes quantidades de arquivos pesados que os locatários tinham em seus andares.
Os reparos nos elementos estruturais dos níveis inferiores do 1 WTC foram feitos após o bombardeio de 1993. Os maiores danos ocorreram nos níveis B1 e B2, com danos estruturais significativos também no nível B3. As colunas estruturais primárias não foram danificadas, mas as estruturas de aço secundárias sofreram alguns danos. Os pisos que foram explodidos precisaram ser reparados para restaurar o suporte estrutural que forneciam às colunas. A parede de lama estava em perigo após o bombardeio e a perda das lajes do piso que forneciam suporte lateral para neutralizar a pressão da água do Rio Hudson do outro lado.
A instalação de refrigeração no subnível B5, que fornecia condicionamento de ar para todo o complexo do World Trade Center, foi seriamente danificada e substituída por um sistema temporário para o verão de 1993. O sistema de alarme de incêndio de todo o complexo precisou ser substituído, depois que a fiação e a sinalização essenciais do sistema original foram destruídas no bombardeio de 1993. A instalação do novo sistema levou anos para ser concluída; a substituição de alguns componentes ainda estava em andamento em setembro de 2001, na época dos ataques que acabaram destruindo o complexo.

## Galeria

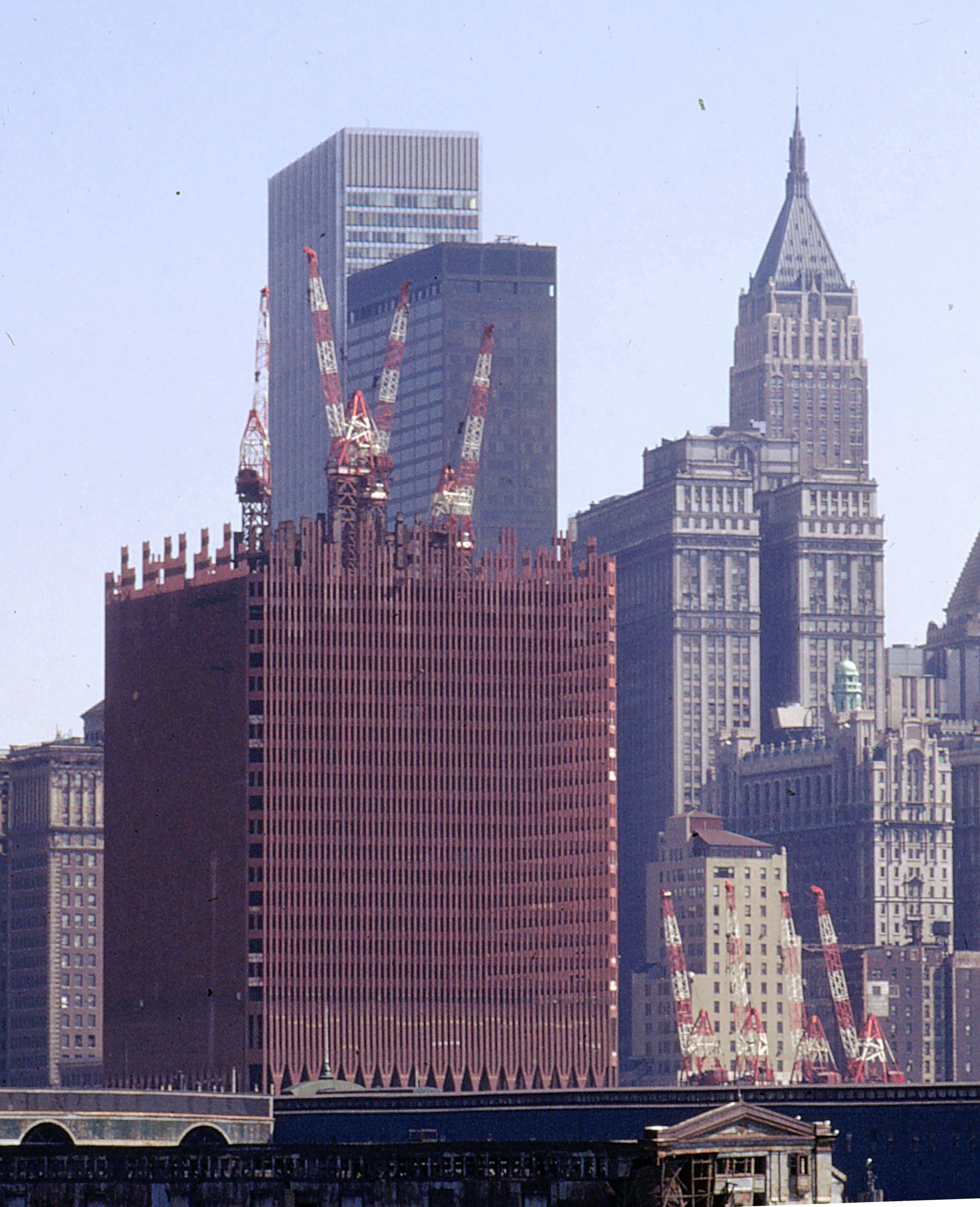
Construção em 1969.
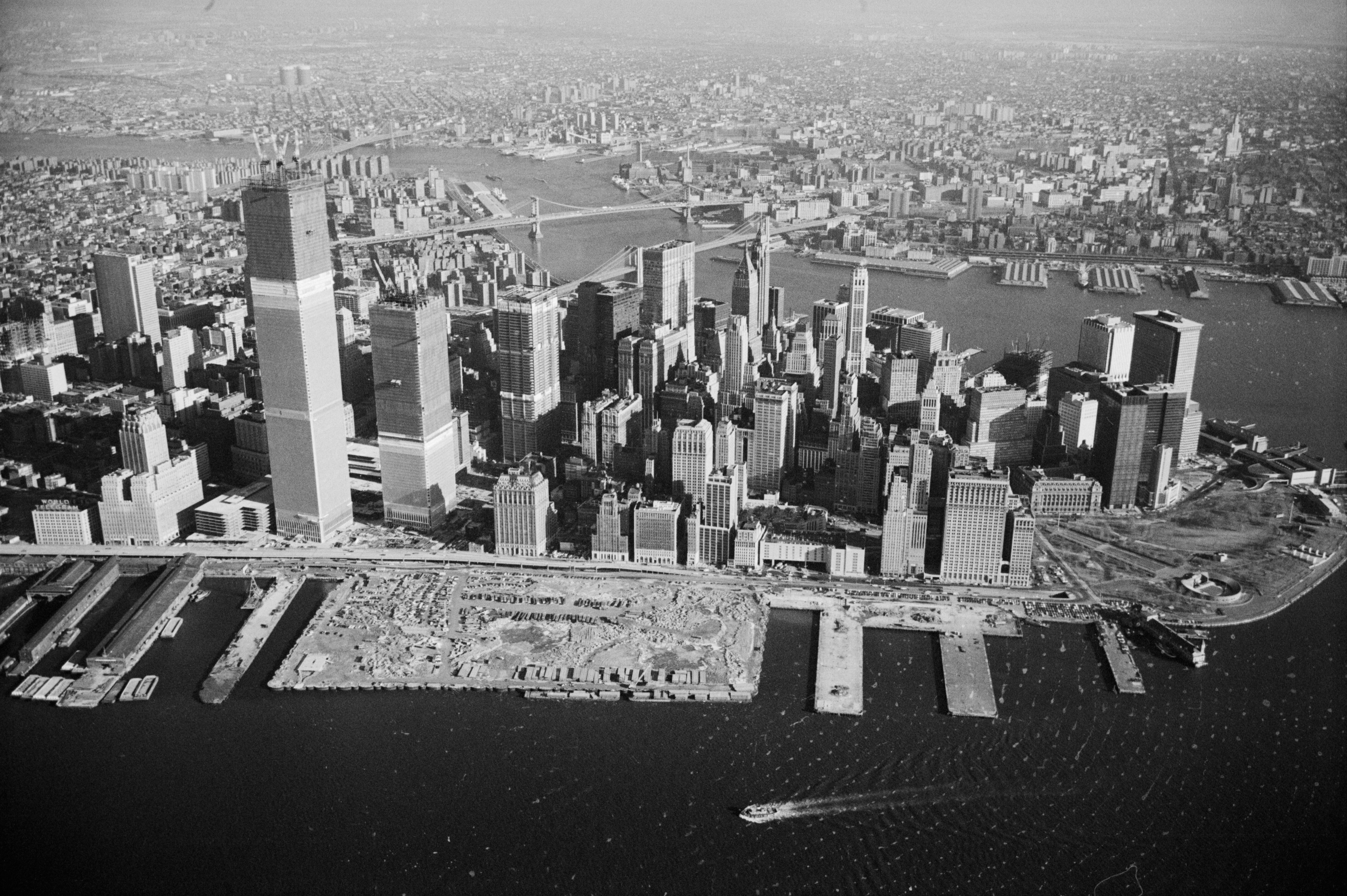
Construção em 11 de janeiro de 1971.
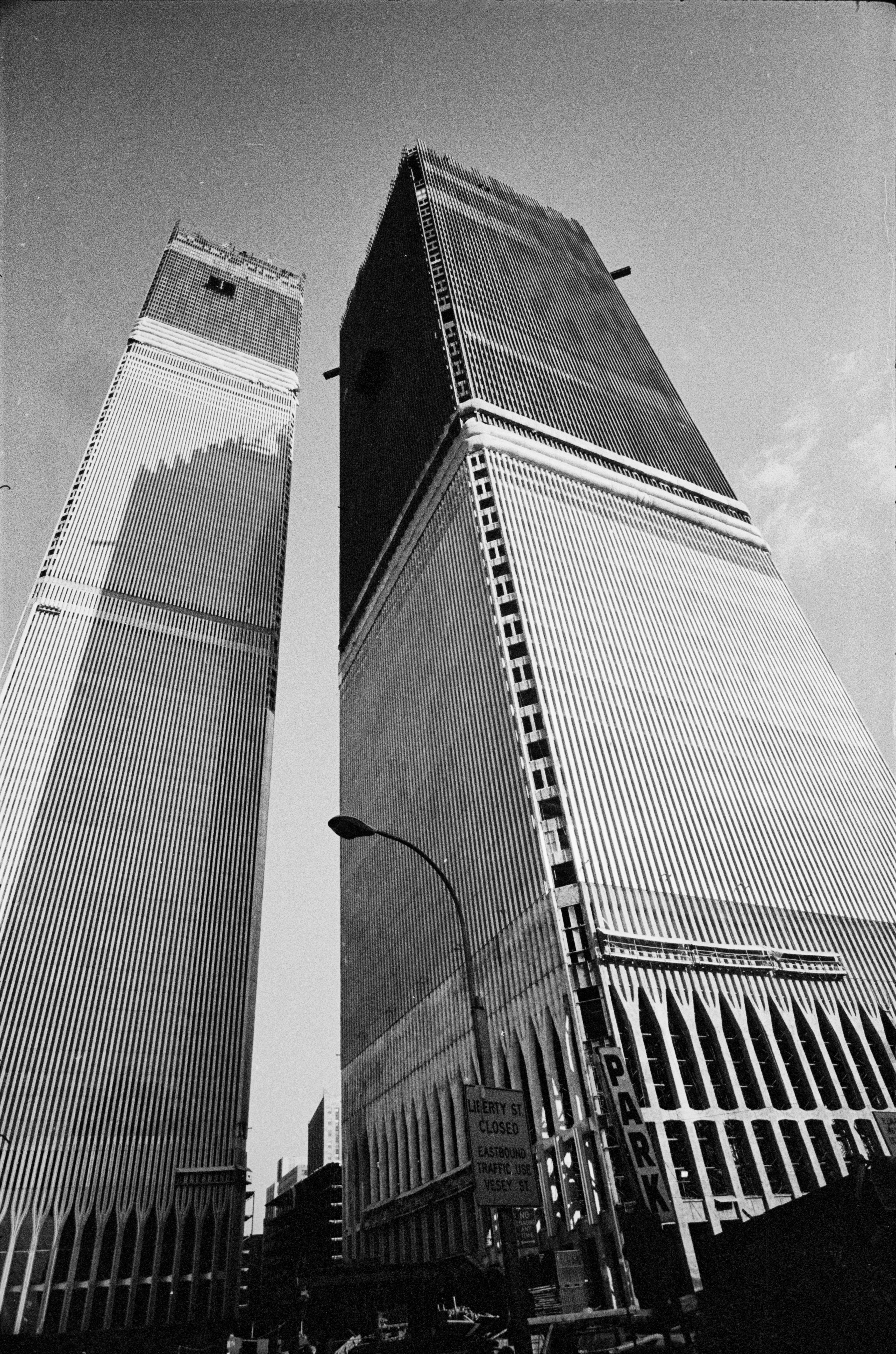
Construção em 12 de janeiro de 1971.